# Caryville (Tennessee)
Caryville – miasto w Stanach Zjednoczonych, w stanie Tennessee, w hrabstwie Campbell.